# Mehlerturm
Der sogenannte Mehlerturm ist ein Teil der mittelalterlichen Stadtbefestigung der Stadt Greding. Er liegt an der Gripsergasse kurz bevor sie in die Georg-Jobst-Gasse mündet.
Es handelt sich um einen Massivbau. Der Grundriss ist fünfeckig Die angrenzende Stadtmauer ist einseitig nicht mehr vorhanden. Der Turm wurde um 1400 errichtet. Der Turm wurde 2006 und 2007 saniert. Die Renovierung wurde 2008 mit dem Denkmalschutzpreis des Bezirkes Mittelfranken ausgezeichnet.